# Magdalenenklause

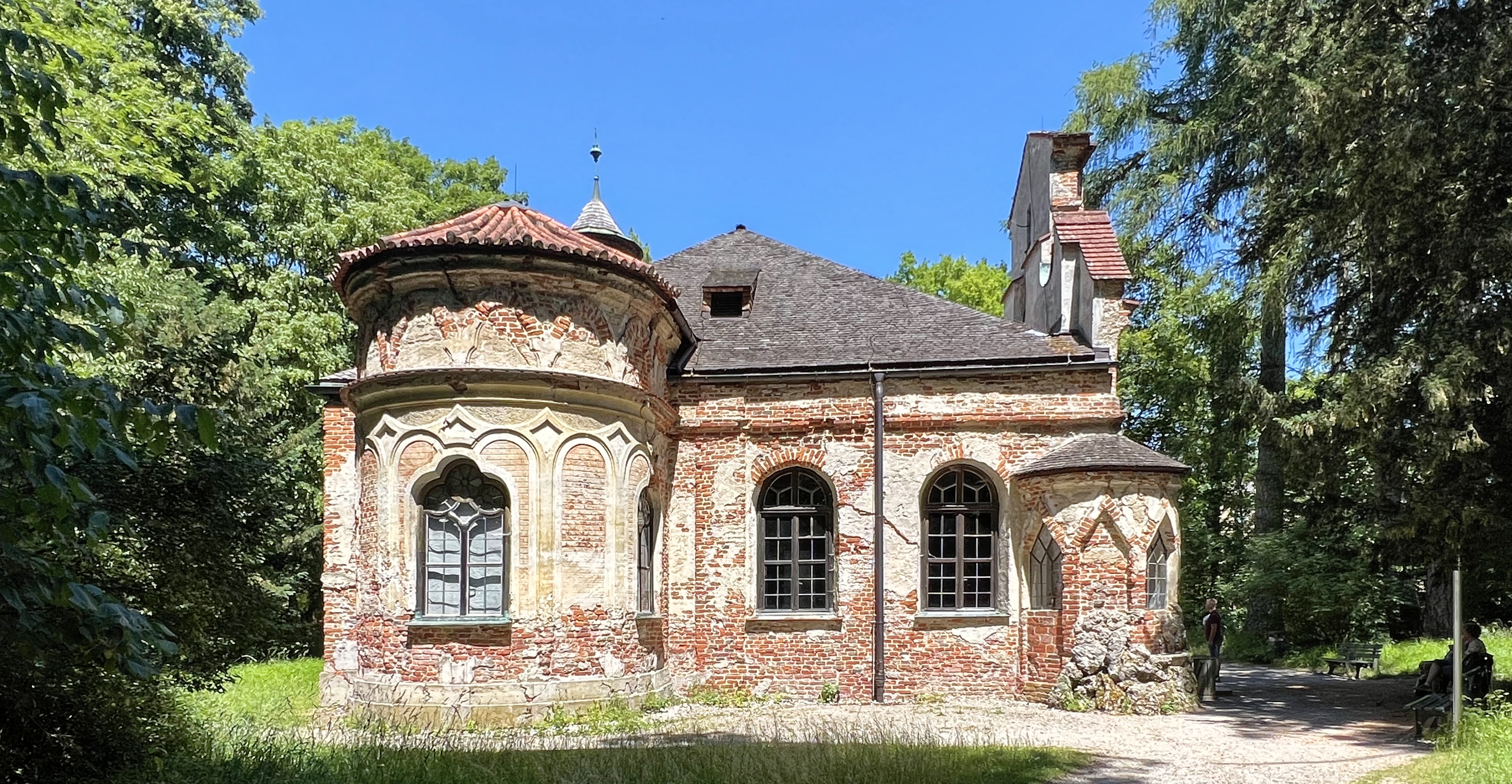
Magdalenenklause im Schlosspark Nymphenburg

Die Magdalenenklause ist eine bewohnbare künstliche Ruine in einem abgeschiedenen Waldteil nördlich der schlossnahen Boskette im Schlosspark Nymphenburg in München. Sie wurde ab 1725 durch Joseph Effner im Auftrag Max Emanuels errichtet. Das in der Tradition des Memento mori stehende Gebäude gilt als eine der ersten Ruinenarchitekturen der europäischen Gartenkunst. Die Innenräume sind als Grotten gestaltet.

## Geschichte

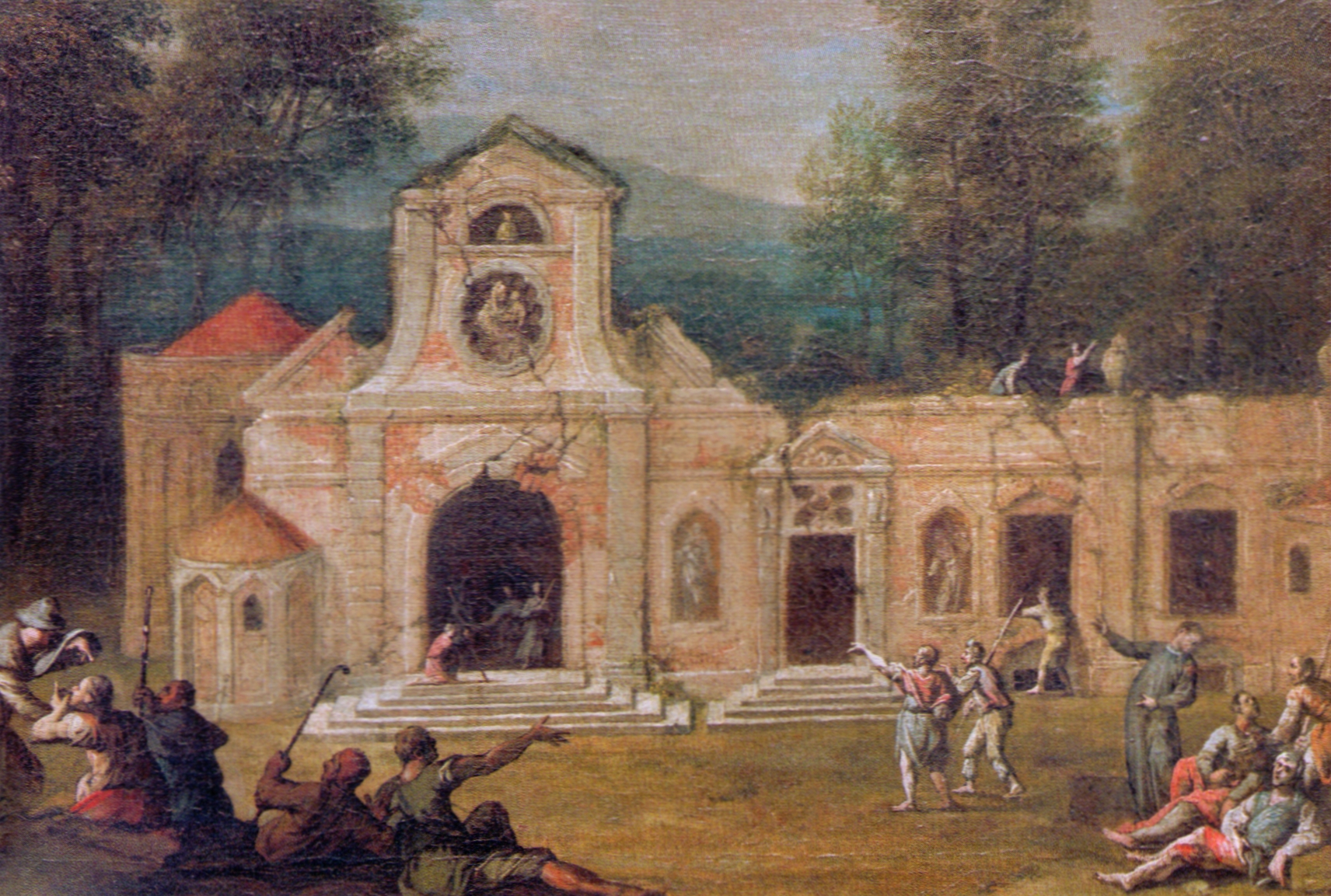
Schlosspark Nymphenburg: Magdalenenklause. Gemälde von Franz Joachim Beich (1665–1748), um 1730

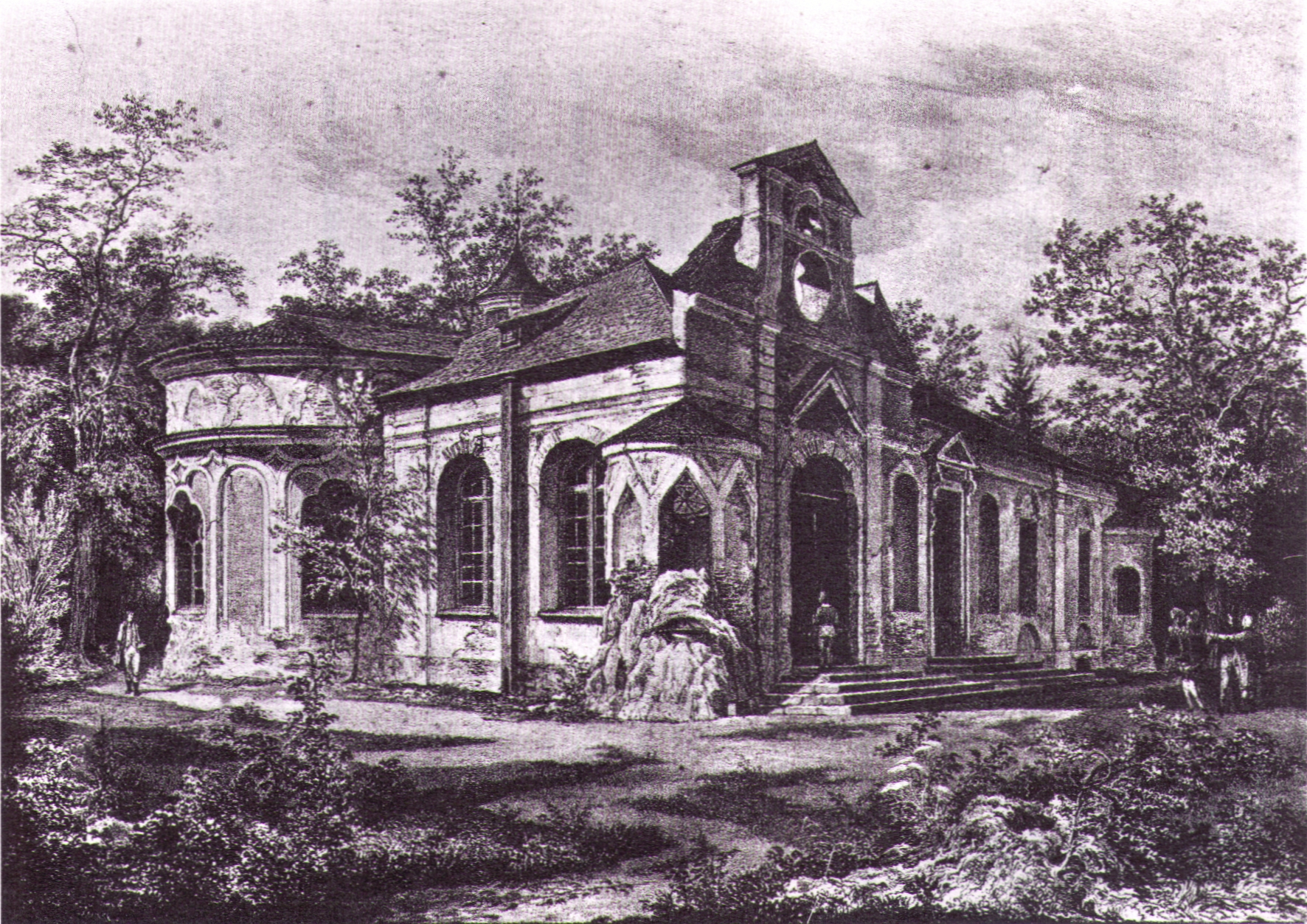
Schlosspark Nymphenburg: Magdalenenklause. Nach einer Lithografie von Carl von Lebschée, 1830

Die Klause ist Maria Magdalena geweiht, die in der Deckenmalerei und einer Stuckfigur dargestellt wird. Die düstere Einsiedelei diente dem Herrscher zur Flucht aus dem höfischen Zeremoniell und sollte den lebens- und sinnenfrohen Fürsten nach eigenem Willen zur Selbstkasteiung im Alter bewegen. Durch den Rückzug in die Einsamkeit wollte er wieder zur religiösen und philosophischen Besinnung kommen, zu Einfachheit und stillem Naturgenuss.
Als die Klause geweiht wurde, war Max Emanuel aber bereits verstorben. Über dem Eingang weist eine Marmortafel auf die Einweihung der Kapelle durch seinen Sohn, den Erzbischof und Kurfürsten von Köln Clemens August, am 4. April 1728 hin. Der Reiseschriftsteller Johann Georg Keyßler berichtete von diesem Ereignis, der Kurfürst habe den Altar der Eremitage eingeweiht „und die Gesellschaft machte sich dabei so lustig, daß für zweihundert Thaler Trinkgläser zerbrochen wurden.“
Am Magdalenentag, dem 22. Juli, wird die Kapelle noch heute von Wallfahrern besucht. Der Besuch der Magdalenenklause soll manchen kranken Menschen Heilung gebracht haben. Freiin Auguste von Pechmann, die als Kind erblindet war, berichtete, dass sie durch Anwendung des dortigen Augenheilwassers ihr Augenlicht wieder erhielt.
Aus den alljährlichen Gedenktagen zum Namenstag entwickelte sich das Magdalenenfest, das inzwischen im Hirschgarten stattfindet.

## Gestaltung
Direkt hinter der Eingangstüre beginnt der von J. B. Koch inkrustierte Grottenteil. Für die Gestaltung der verspielten Phantasiewelt wurden Tuffstein, Muscheln, bunte Steine und verschiedene andere Materialien verarbeitet.
Zentraler Blickort ist die Grottennische mit der 1726 vollendeten Figur der Maria Magdalena von Giuseppe Volpini, von dem auch eine um 1720 entstandene Figur des Herkules und weitere Werke im Schlosspark stammen. Neben der Figur nimmt der Schädel eines Toten das Memento mori-Motiv wieder auf. Davor sammelt ein kleines Becken Wasser, das dem Volksglauben nach von einer wundertätigen Quelle stammt. In ihm spiegelt sich der Himmel, der durch ein rundes Deckenloch zu sehen ist. Das erzeugt einen wunderbaren Effekt: Es scheint sich im Boden ein weiteres Loch aufzutun, durch das man in die Erde hinein in den Himmel jenseits des Erdbodens sehen kann.
Neben der Kapelle gibt es im Gebäude mehrere Wohnräume mit „schlichter“ Eichenholzvertäfelung, an den Wänden hängen Ölbilder, Zeichnungen und Stiche. Ein großes Ölbild zeigt die halbnackte Magdalena vor dunklem Hintergrund. Eine Eremitenserie von Jan Sadeler I. ist anthropospeläologisch erwähnenswert, da sie verschiedene Eremiten und Heilige darstellt, die entweder in hohlen Bäumen oder gleich in einem Felsloch hausen.

## Bildergalerie
Bilder vom Innenraum

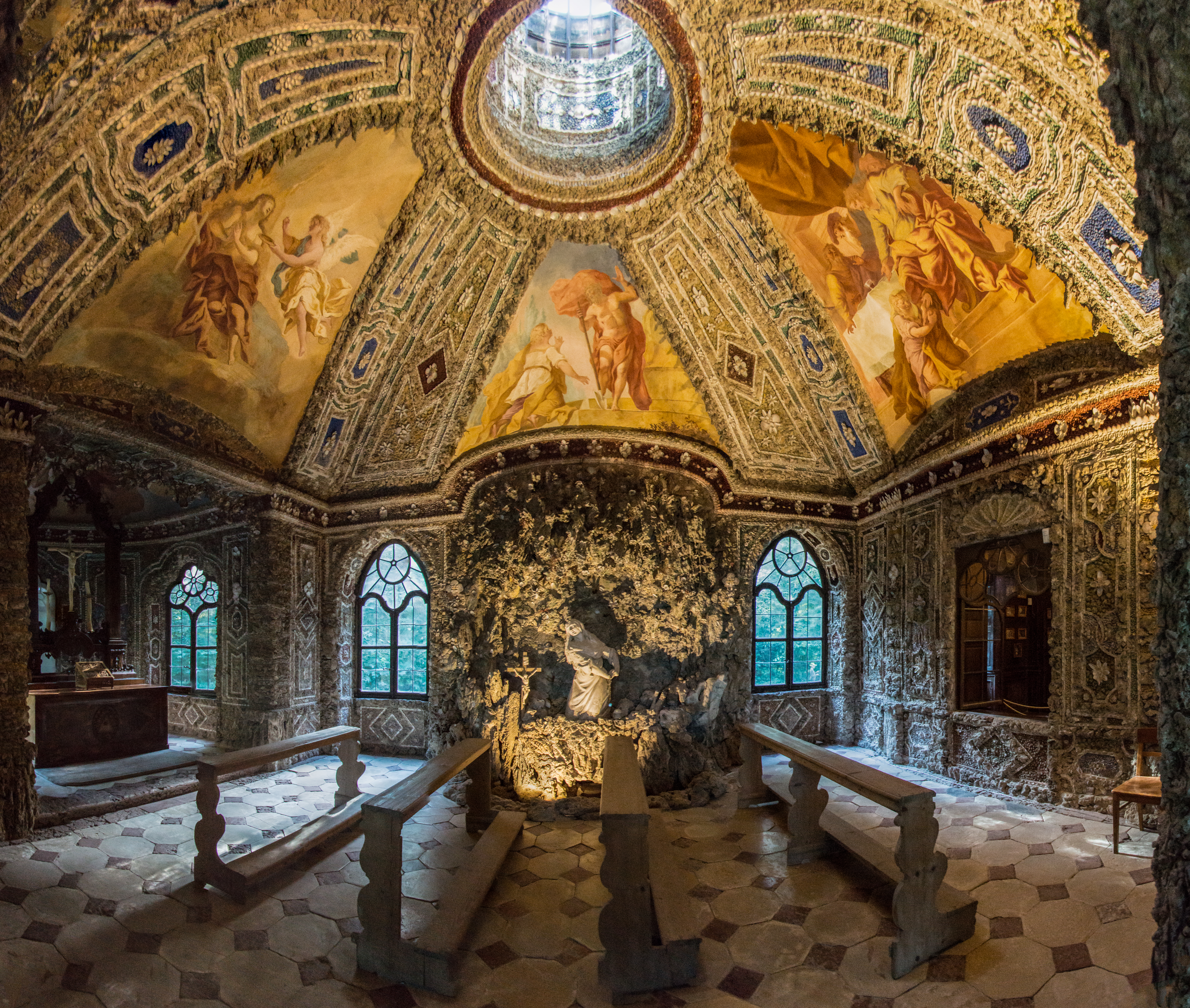
Grottensaal mit Blick auf die Magdalena-Statue
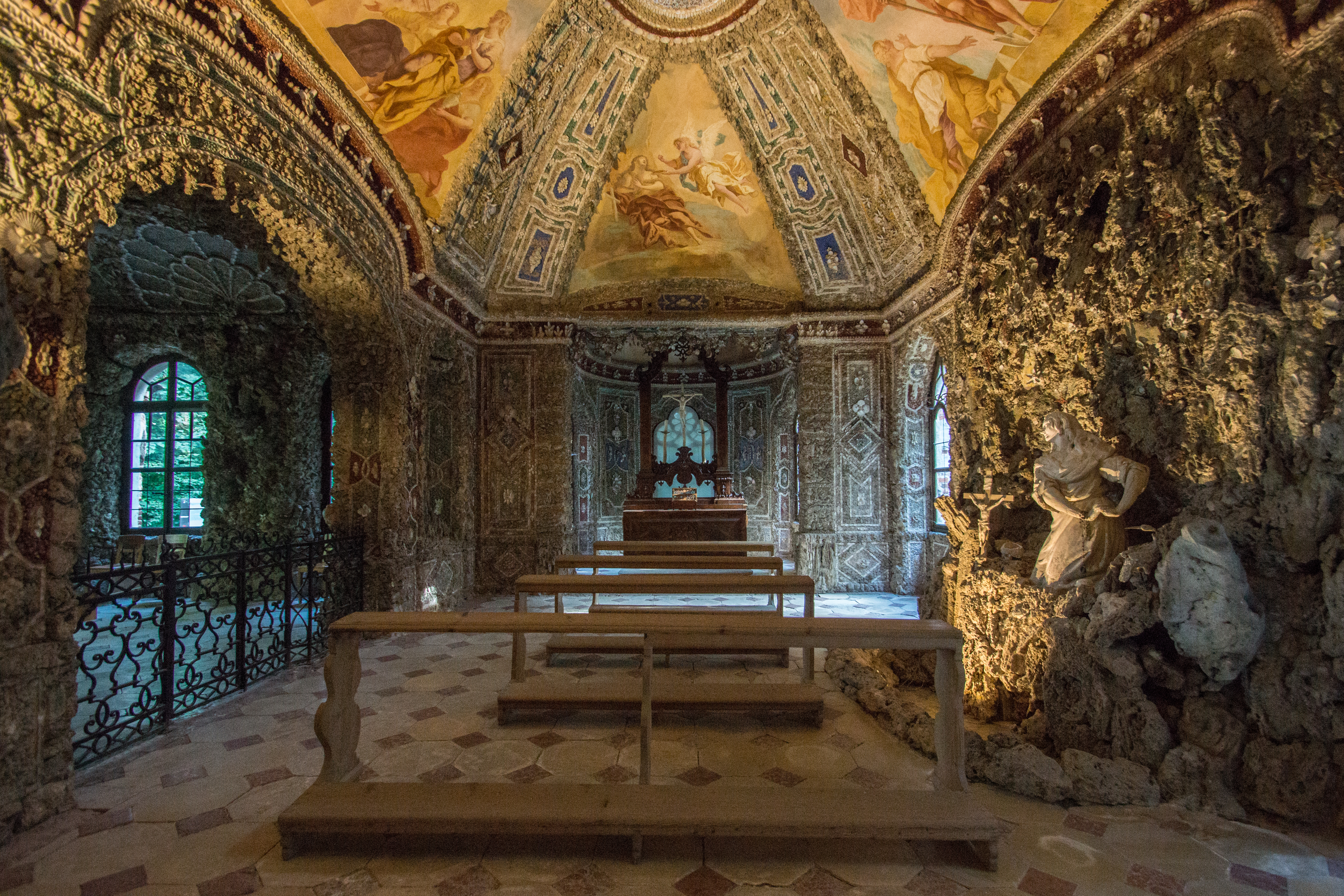
Grottensaal mit Blick auf den Alar
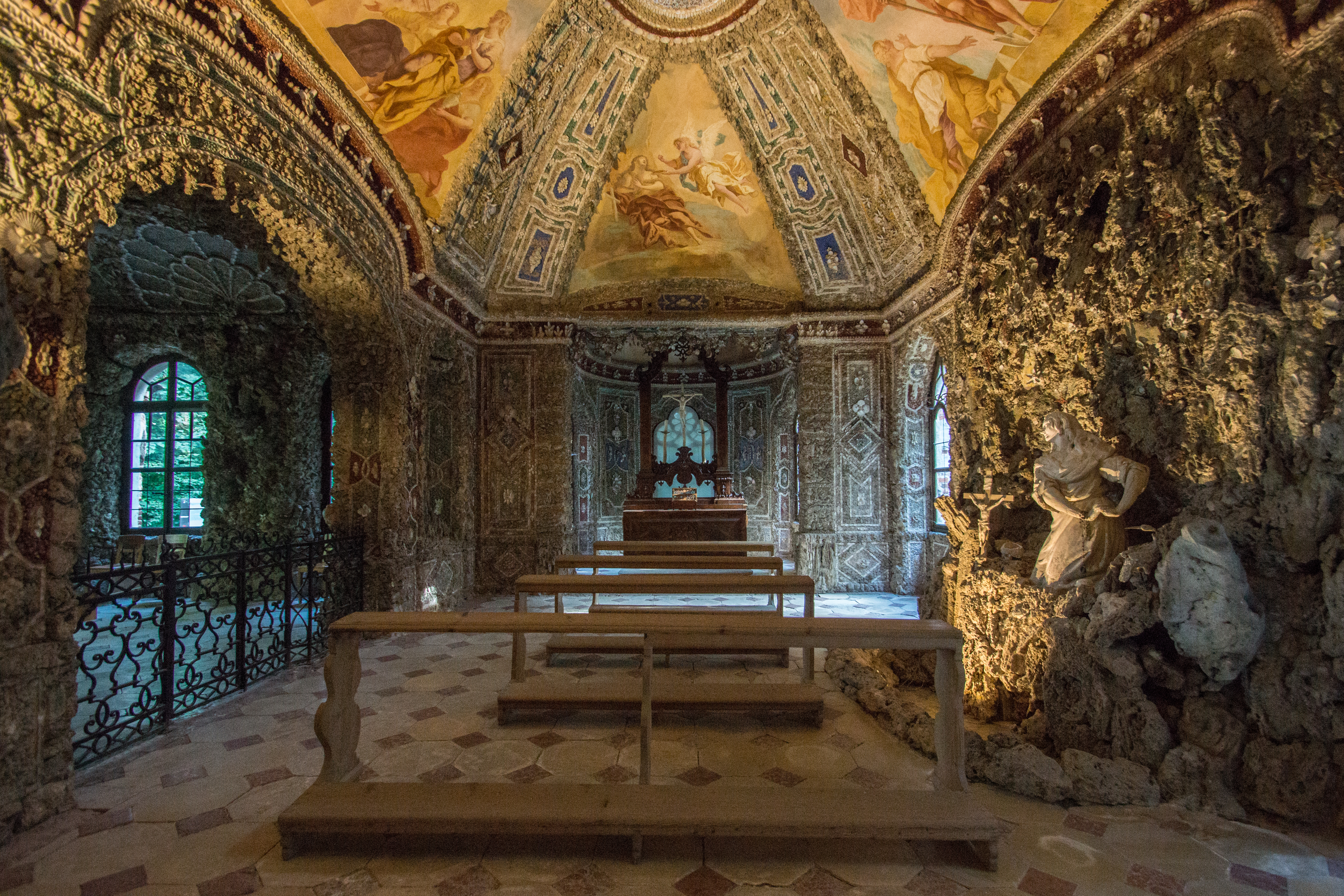
Grottensaal mit Blick auf den Alar
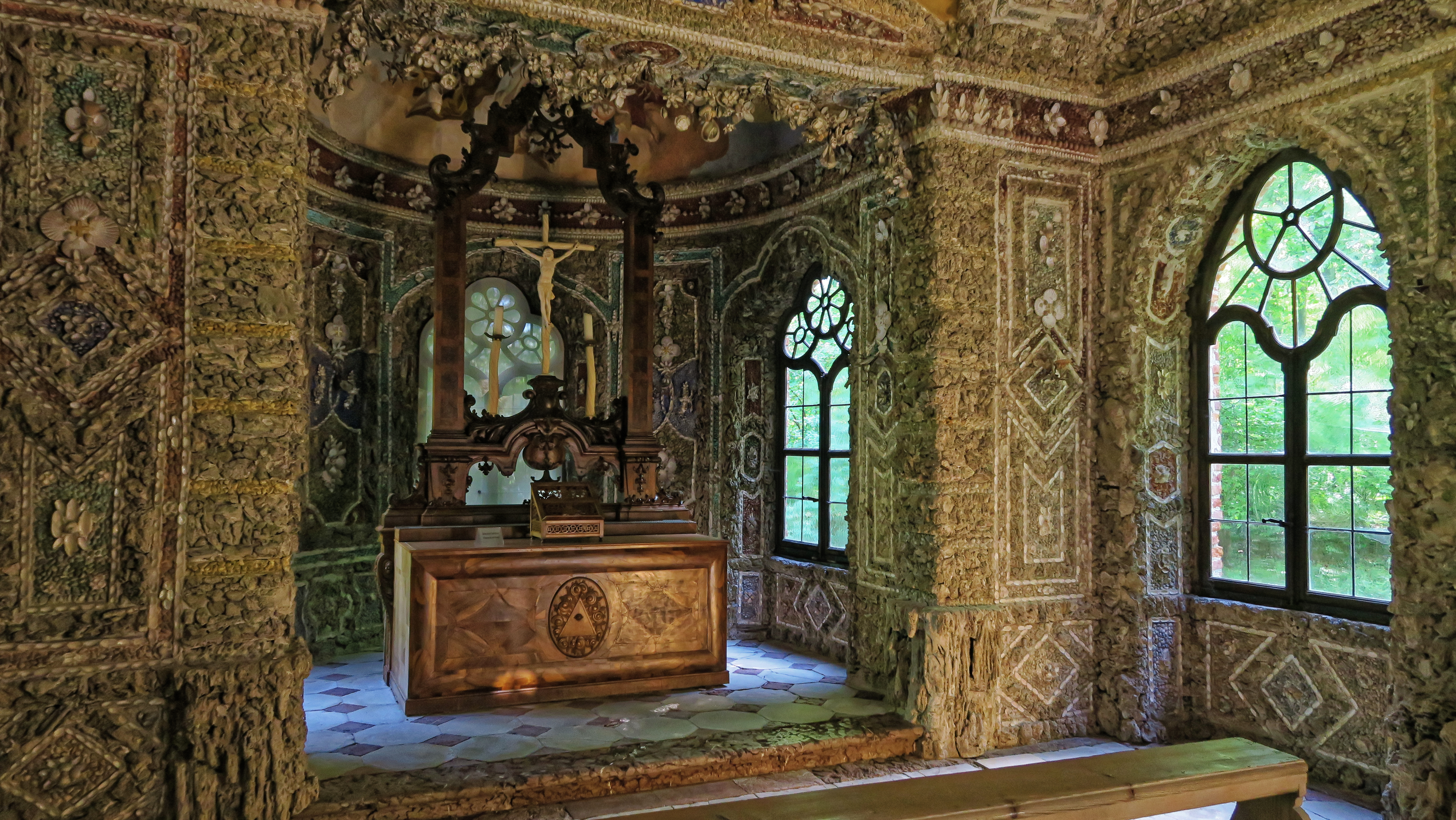
Altarraum
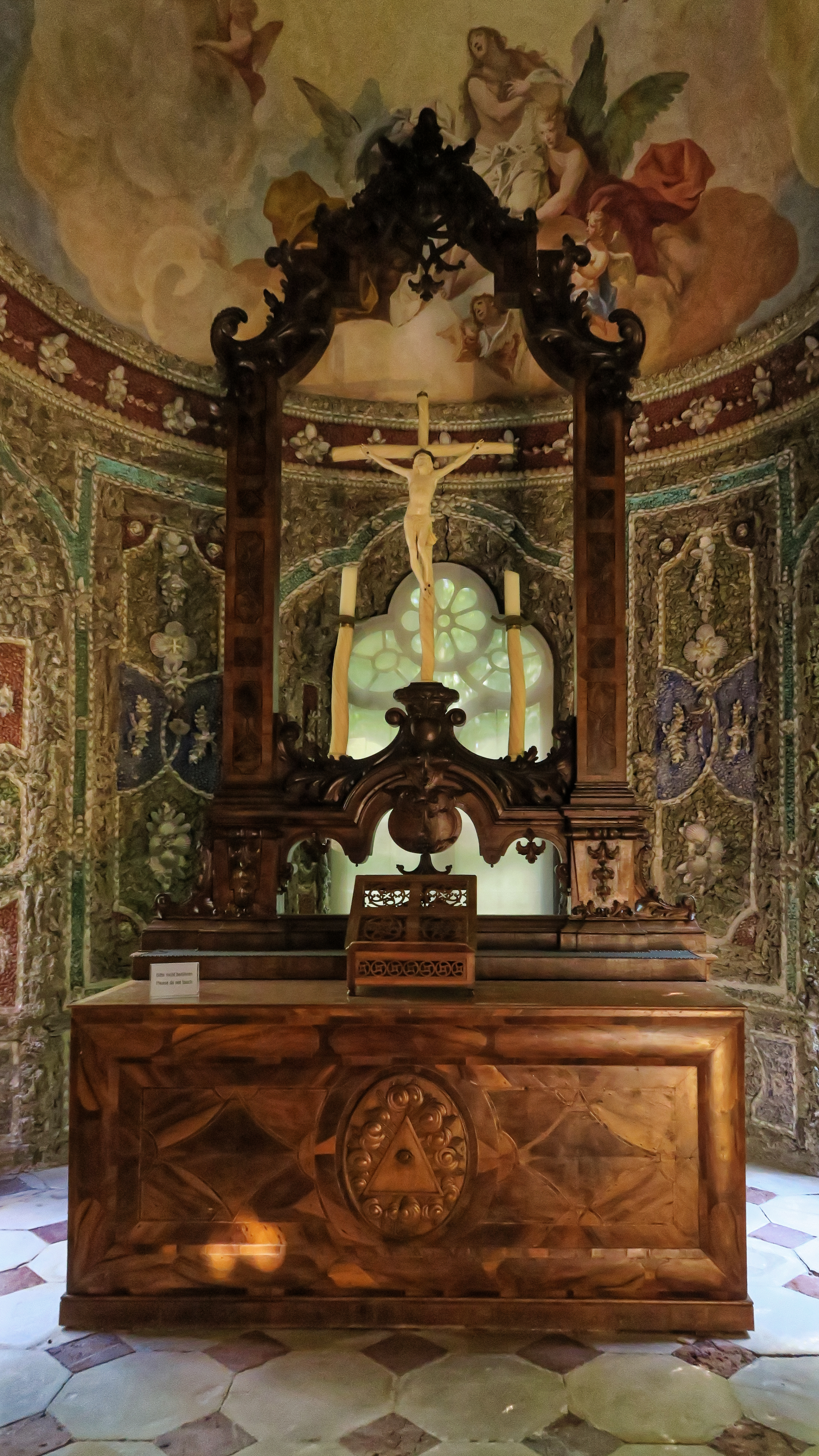
Altar in der Magdalenenklause
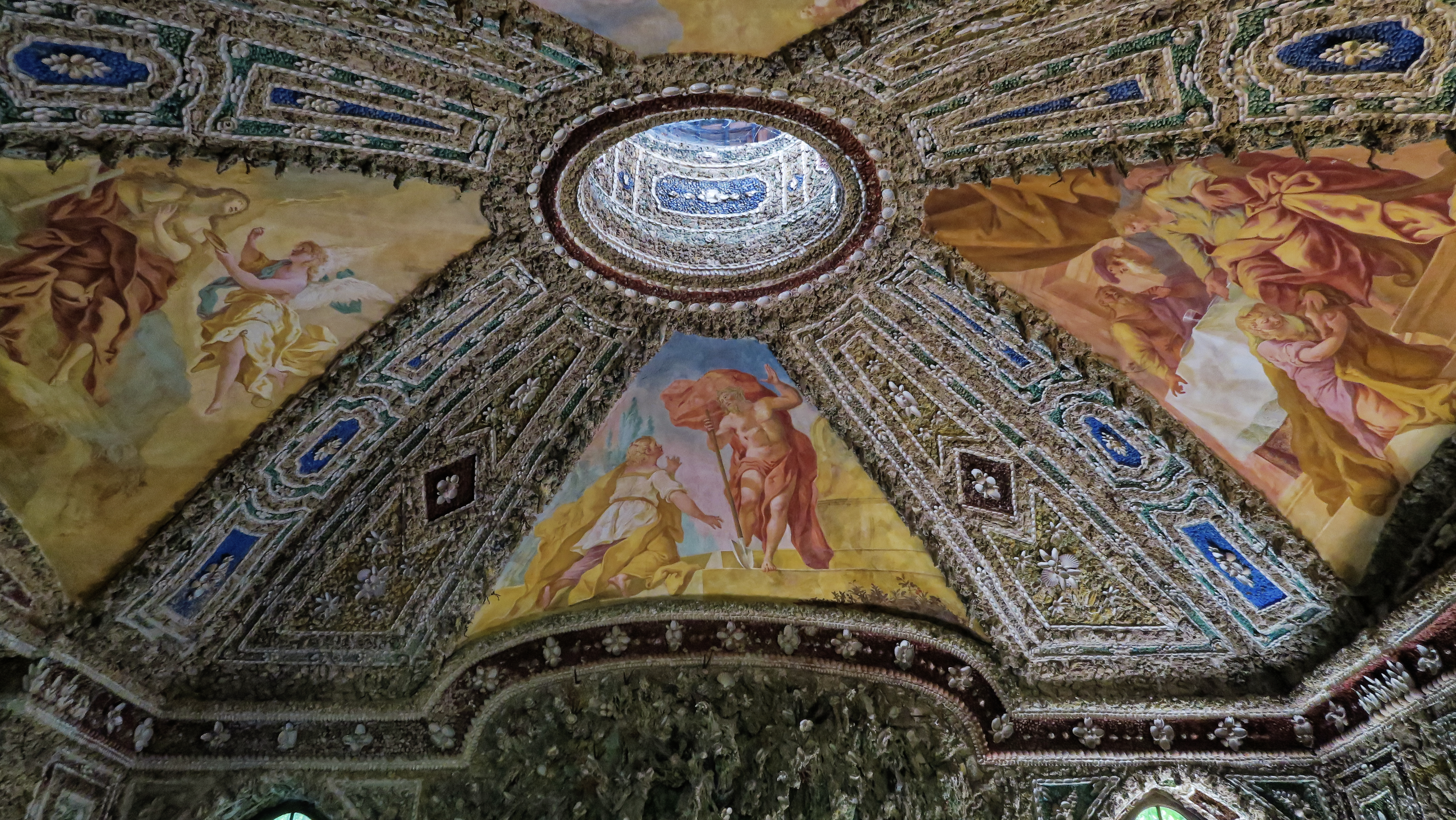
Kuppel mit Gemälden
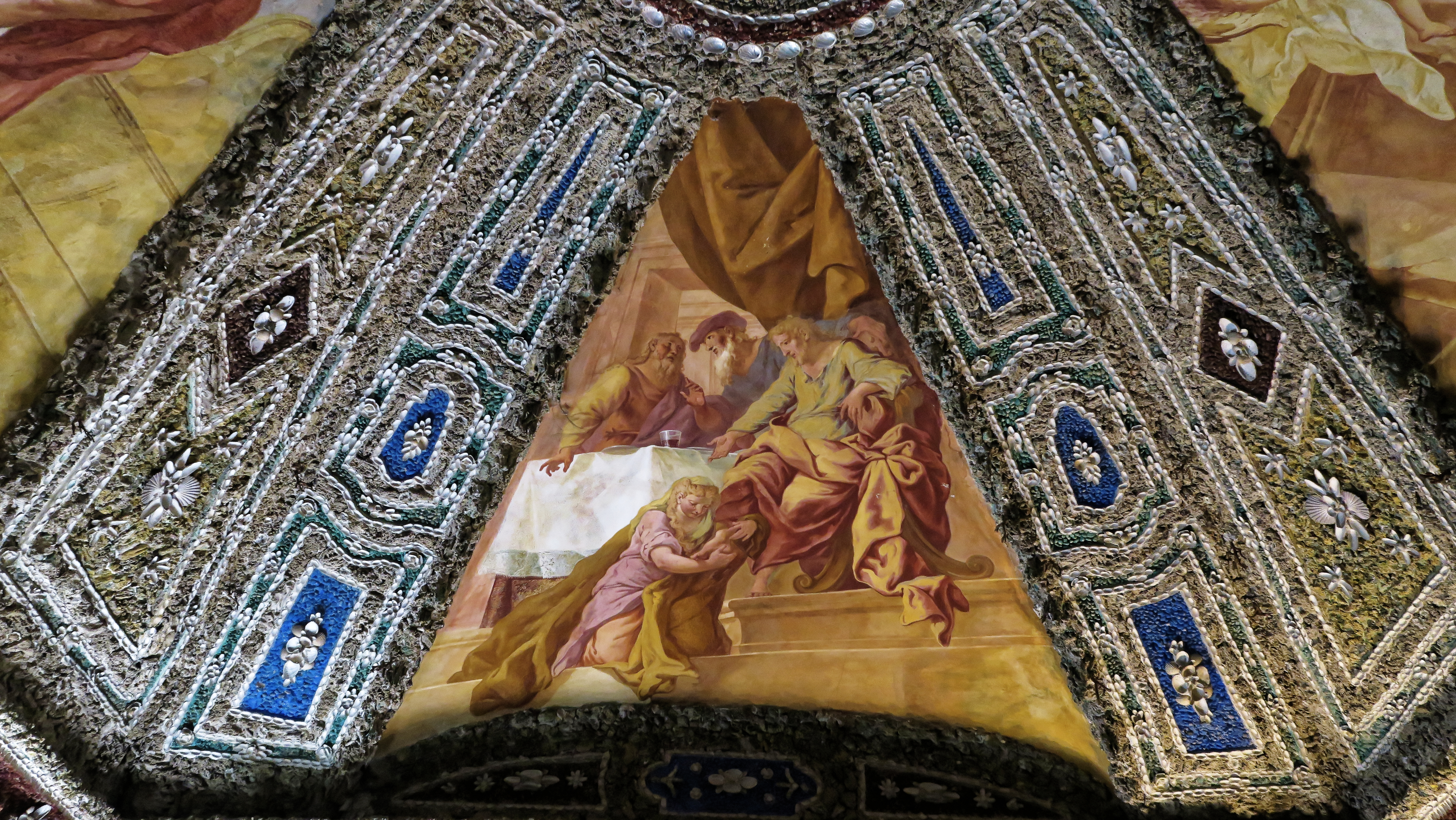
Kuppel-Fresko Fußwaschung
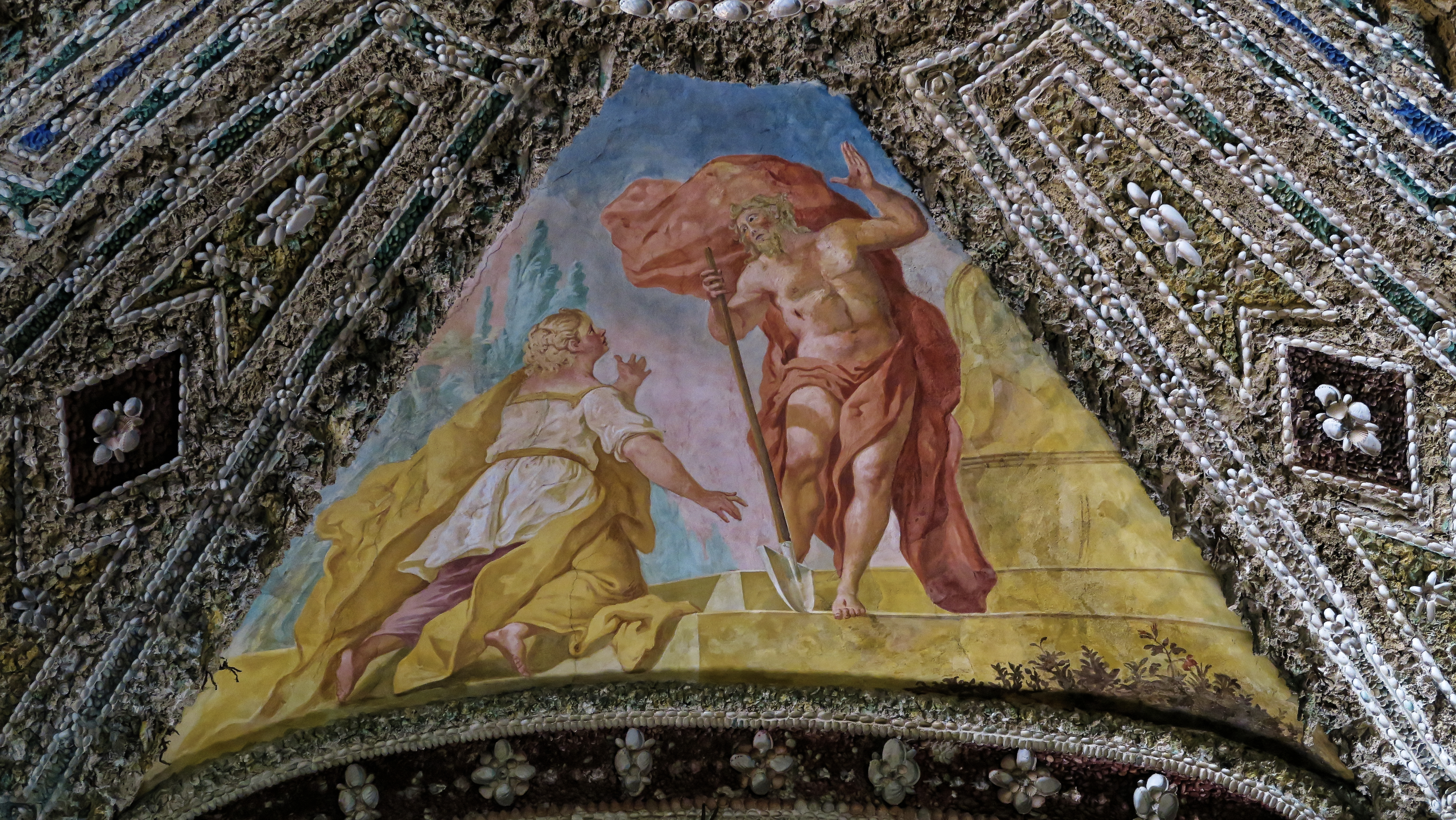
Kuppel-Fresko Magdalena mit auferstandenem Christus
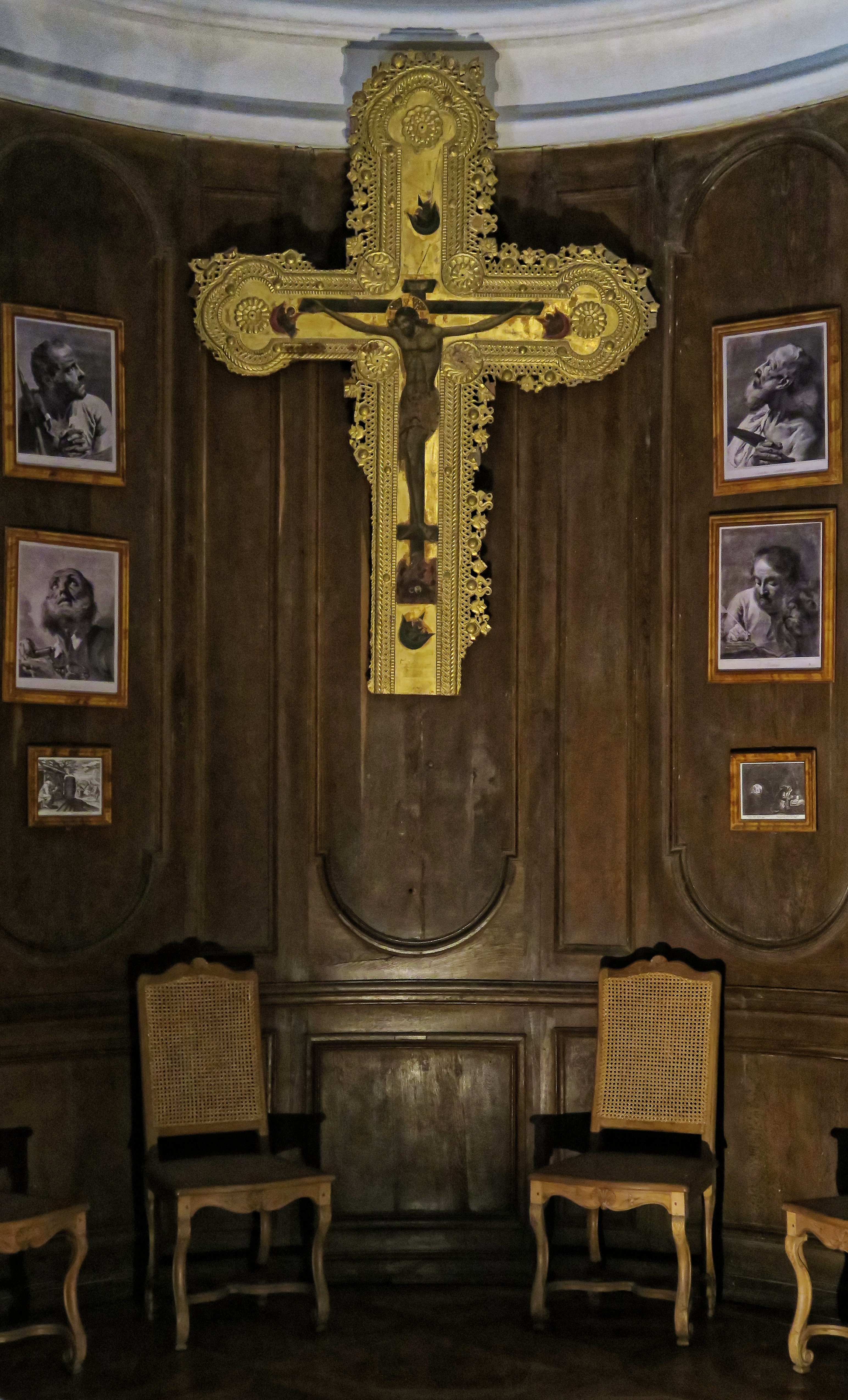
Nische mit orthodoxem Kreuz
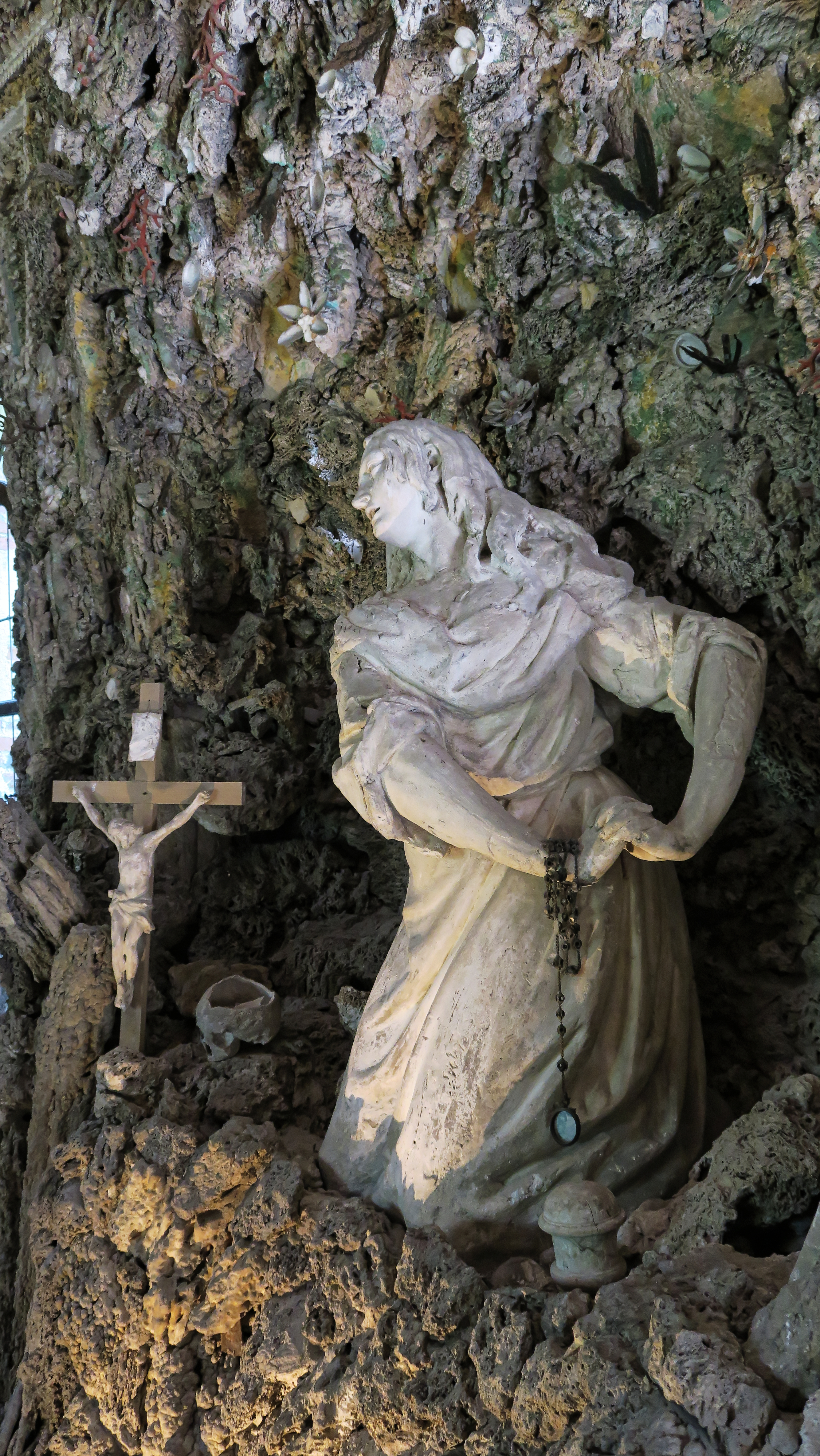
Magdalena-Statue

Details der "Ruinenarchitektur" von außen

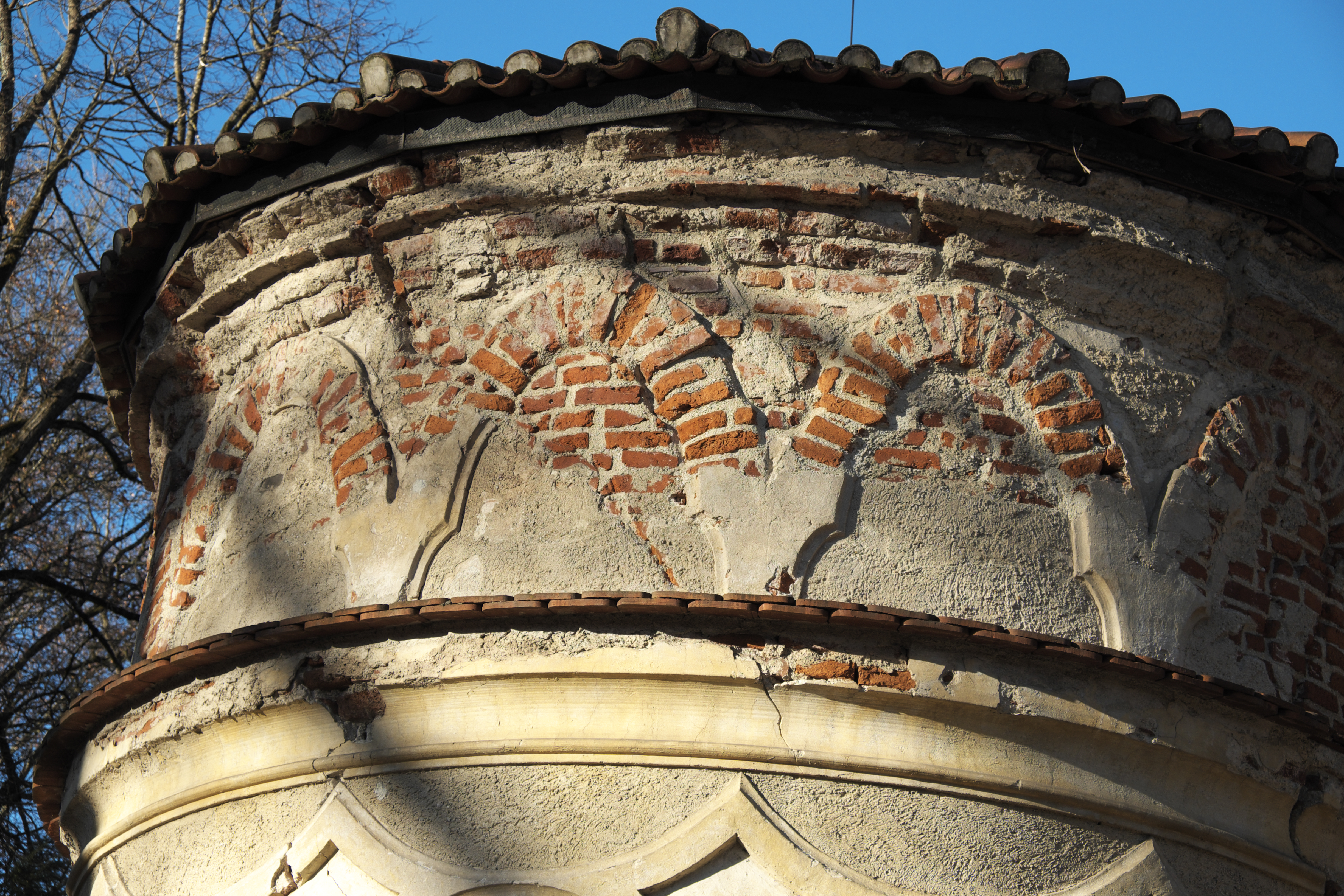
"Ruinenarchitektur"
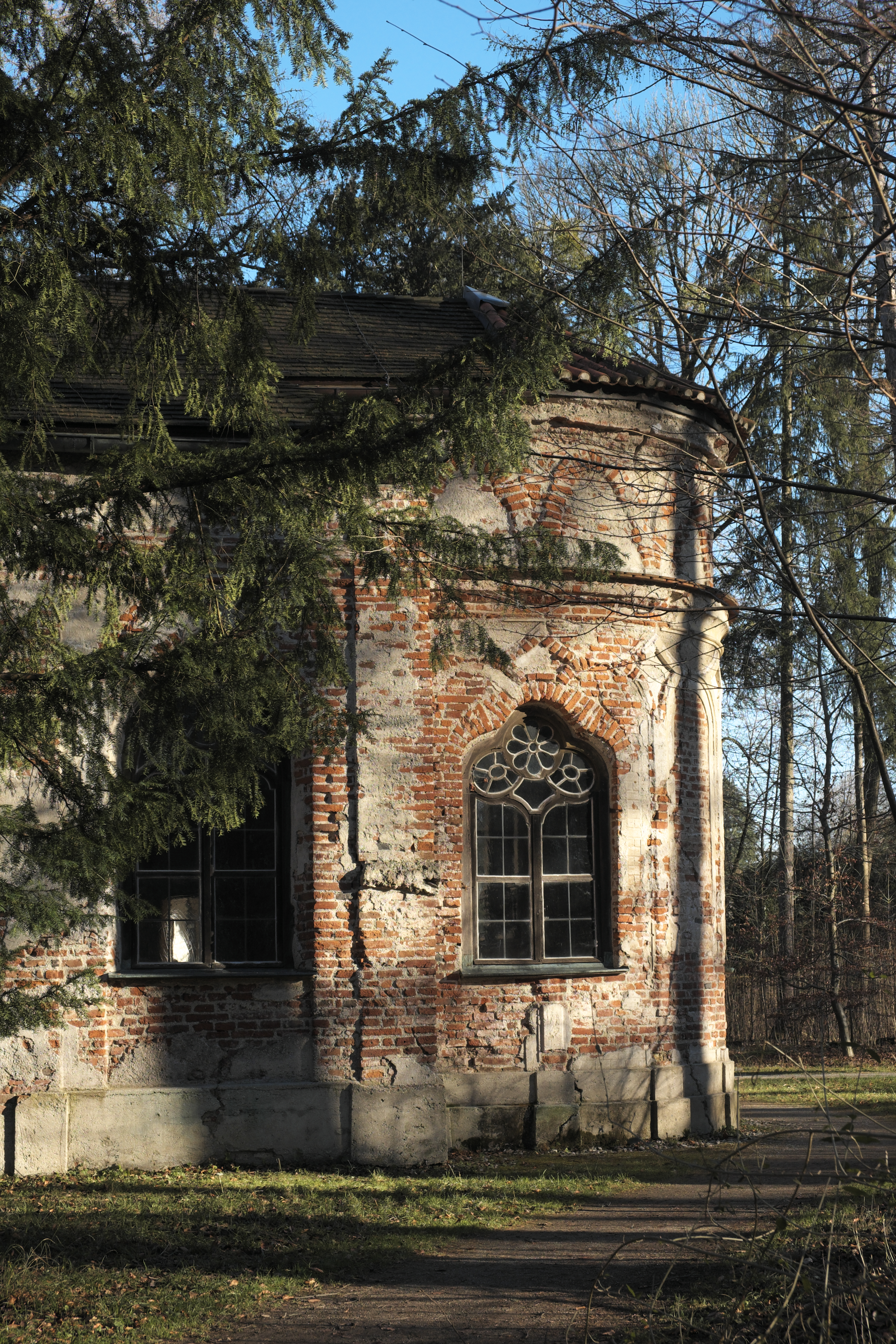
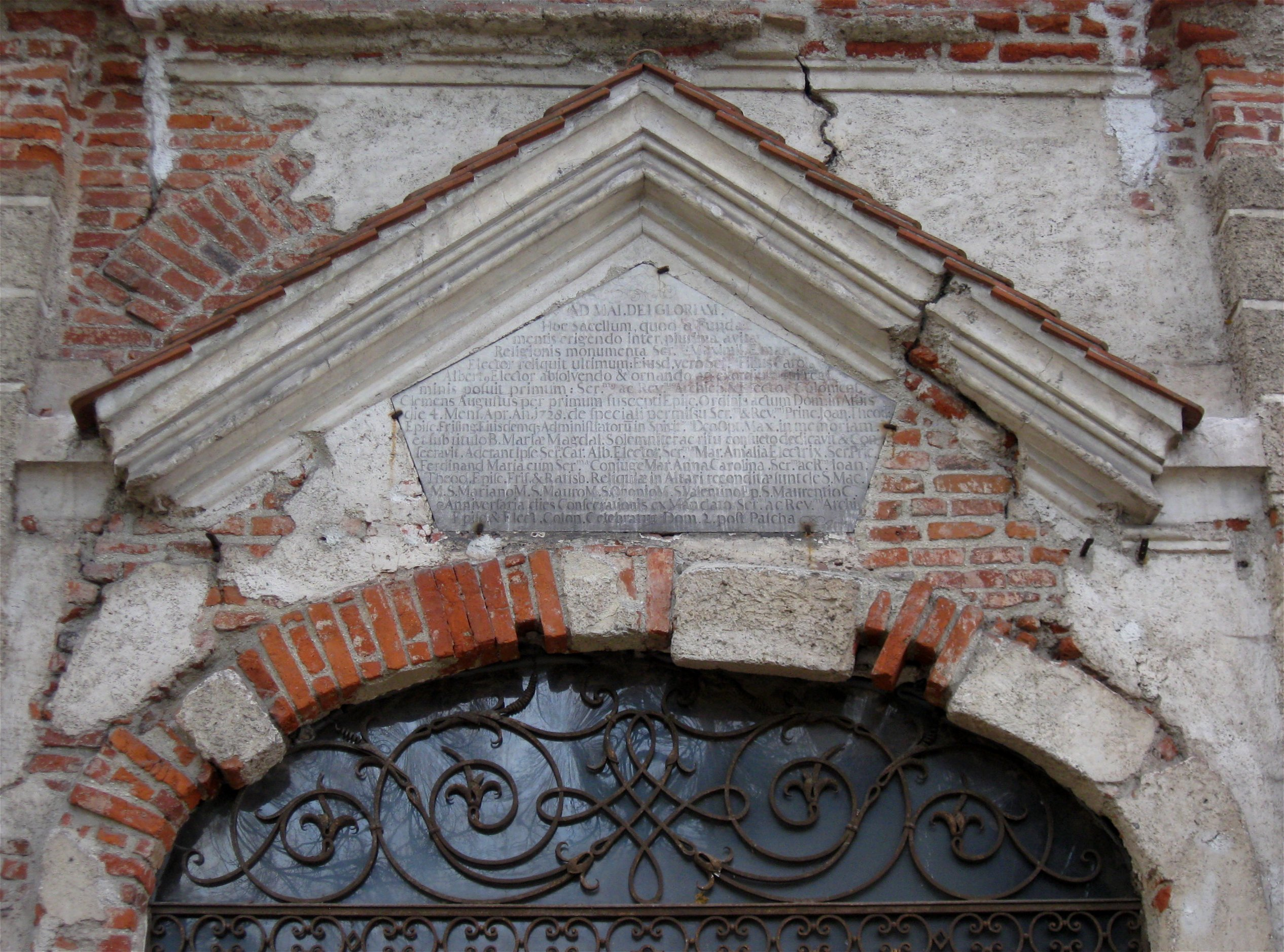
Inschrift über dem Eingangsportal
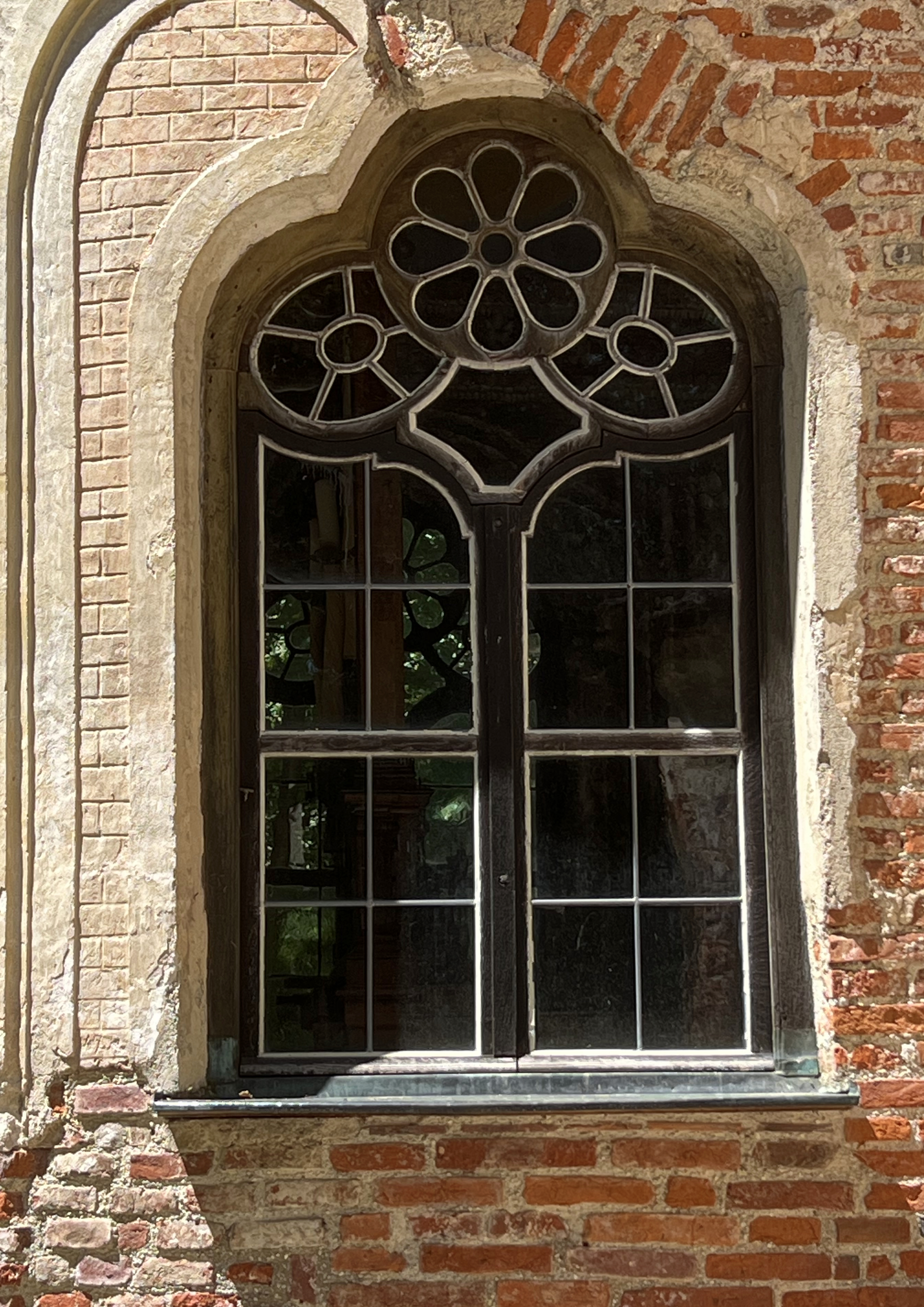
Fenster mit Einfaßung

## Medien
- Sichtbare Vergänglichkeit: Die Magdalenenklause im Schlosspark Nymphenburg. Filmdokumentation von Peter Solfrank, Bayerisches Fernsehen. Erstausstrahlung in der Sendereihe Zwischen Spessart und Karwendel am 11. April 2009.